# Ellipteroides (Progonomyia) acanthias
Ellipteroides (Progonomyia) acanthias is een tweevleugelige uit de familie steltmuggen (Limoniidae). De soort komt voor in het Neotropisch gebied.